# ماریو چیپریانی
ماریو چیپریانی (ایتالیایی: Mario Cipriani; ۲۹ مهٔ ۱۹۰۹ – ۱۰ ژوئن ۱۹۴۴) دوچرخه‌سوار اهل پادشاهی ایتالیا بود.